# Maksim Purkaev
Maksim Alexeievici Purkaev (în rusă Максим Алексеевич Пуркаев, n. 14 august 1894, Nalitovo⁠(d), Uezdul Ardatov⁠(d), Simbirsk Governorate⁠(d), Rusia – d. 1 ianuarie 1953, Moscova, RSFS Rusă, URSS) a fost un lider militar sovietic, care a ajuns la gradul de general de armată. 

## Biografie
Purkaev a fost mobilizat în Armata Imperială Rusă  în 1915 și a ajuns la gradul de praporgic (ofițer inferior) înainte de a se alătura Armatei Roșii în 1918. A devenit membru al Partidului Comunist Sovietic în 1919. În timpul Războiului Civil Rus el a servit în calitate de comandant de companie și de batalion, iar după terminarea cursului Vîstrel (în rusă Выстрел) de instruire a ofițerilor  în 1923, a ocupat funcția de comandant de regiment (Divizia a 24-a de pușcași), ofițer de stat major și comandant al unei divizii până în 1936, moment în care a început studiile la Academia Militară Frunze. 
Din 1938, Purkaev a fost șeful Statului Major al Districtului Militar Belarus, în calitate de atașat militar sovietic la Berlin la începutul celui de-al doilea război mondial în 1939, și a participat la planificarea invaziei sovietice a Poloniei. Din iulie 1940, Purkaev a ocupat funcția de șef al Statului Major al Districtului Militar Kiev și de la începutul războiului sovieto-german (Operațiunea Barbarossa),  șef al Statului Major al Frontului de Sud-Vest (iunie-iulie 1941), iar mai târziu al armatei a 60-a și al armatei a 3-a de șoc  (în rusă Третья ударная армия). În 1942-43 a ocupat funcția de comandant al Frontului Kalinin și din aprilie 1943, comandant al Frontul Orientului Îndepărtat (din anul 1945, comandant al Celui de al Doilea Front al Orientului Îndepărtat). Din septembrie 1945 până în ianuarie 1947 Purkaev a servit ca ofițer comandant al districtului militar din Orientul Îndepărtat, timp în care a fost nominalizat la titlul de cel mai mare sovietic al URSS (1946-1950). 

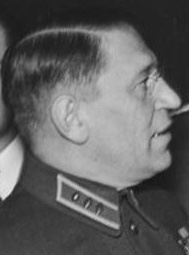
Maksim Purkaev

Din iunie 1947, Purkaev a fost șeful Statului Major și primul adjunct al comandantului șef al Forțelor Orientale Externe. Din iulie 1952 până la moartea sa, Purkaev a servit ca șef al Direcției pentru Învățământul Superior al Ministerului Apărării al URSS. 

## Onoruri și premii
Maksim Purkaev a fost decorat cu două ordine Lenin (inclusiv  la 14 noiembrie 1943, "Pentru realizarea exemplară a conducerii mobilizării, formării, achiziționării și formării unităților și formațiunilor Armatei Roșii"), patru Ordine ale Steagului Roșu, Ordinul Suvorov (clasa I), Ordinul  Kutuzov (clasa I) și numeroase medalii.